# 欧蒙 (索姆省)
欧蒙（法語：Aumont，法語發音：[omɔ̃]）是法国上法蘭西大區索姆省的一个市镇，属于亚眠区。该市镇2009年时的人口为145人。

## 人口
欧蒙人口变化图示
| 数据来源：INSEE |